# Sembach
Sembach település Németországban, Rajna-vidék-Pfalz tartományban. Lakosainak száma 1164 fő (2023. december 31.).

## Népesség
A település népességének változása:
| Lakosok száma | 820  | 1197 | 1176 | 1143 | 1169 | 1164 |
|               | 1975 | 2017 | 2019 | 2021 | 2022 | 2023 |